# Monarch Airlines
Monarch Airlines var et britisk charter- og ruteflyselskab med base og hovedkvarter på London Luton Airport, etableret 5. juni 1967. Selskabet indgav konkursbegæring 2. oktober 2017 og efterlod 110.000 passagerer i udlandet.
Monarch Airlines begyndte på kommercielle flyvninger 5. april 1968, da et Bristol 175 Britannia turboprop-fly lettede fra Luton med kurs mod Madrid.

## Flyflåde
| Flytype          | Aktive | I ordre | Bemærkninger                           |  |
| ---------------- | ------ | ------- | -------------------------------------- |  |
| Airbus A320-214  | 9      | —       | Planlagt erstattet af Boeing 737 MAX 8 |  |
| Airbus A321-231  | 25     | —       | Planlagt erstattet af Boeing 737 MAX 8 |  |
| Boeing 737-82R   | 1      | —       | Leaset fra Pegasus Airlines.           |  |
| Boeing 737 MAX 8 | —      | 45      | Planlagt leveret fra K2 2018.          |  |
| Total            | 35     | 45      |                                        |  |